# Agrupación de Comunicaciones 601
La Agrupación de Comunicaciones 601 "Tcnl. Higinio Vallejos" (Agr Com 601) es un conjunto de unidades tácticas del arma de comunicaciones del Ejército Argentino con asiento en City Bell y bajo dependencia orgánica del Comando de Adiestramiento y Alistamiento del Ejército.

## Historia
Luego de que el Gobierno nacional confiscara terrenos de la Estancia Grande en City Bell, se estableció allí el 15 de diciembre de 1944 el Batallón de Comunicaciones 2 bajo dependencia de la 1.ª División de Ejército. Este batallón había sido creado el 26 de marzo de 1926 en El Palomar y en 1935 fue trasladado a Campo de Mayo. Su denominación fue cambiada a 1.er Batallón de Comunicaciones Motorizado en febrero de 1963 y a Batallón de Comunicaciones 101 el 10 de noviembre de 1964. El 16 de noviembre de 1964 fue creada la Agrupación de Comunicaciones 601, incluyendo al Batallón de Mantenimiento de Comunicaciones 601 creado ese día.
El Batallón de Comunicaciones 601 fue creado en Campo de Mayo el 16 de noviembre de 1964. El 13 de octubre de 1971 fue renombrado a Batallón de Comunicaciones de Comando 601 bajo dependencia del Comando en Jefe del Ejército. El 1 de enero de 1973 fue trasladado a City Bell, al cuartel que ocupaba el Batallón de Comunicaciones 101. El 24 de julio de 1975 el batallón agregó como una de sus subunidades orgánicas a lo que luego sería la Compañía de Operaciones Electrónicas 602. 
En mayo de 1979, la Agrupación de Comunicaciones 601 fue renombrada a Agrupación de Comunicaciones de Operaciones Electrónicas 601. En 1982, participó en la guerra de las Malvinas mediante la Compañía de Operaciones Electrónicas 602, proporcionado información para el hundimiento de los buques británicos RFA Sir Galahad, Atlantic Conveyor y HMS Sheffield.
El 8 de enero de 1986, el Batallón de Comunicaciones de Comando 601 retomó el nombre de Batallón de Comunicaciones 601 y pasó a depender de la nuevamente renombrada Agrupación de Comunicaciones 601, a la vez que fue creado el Batallón de Operaciones Electrónicas 601. En diciembre de 1986, fue creada la Compañía de Abastecimiento y Mantenimiento de Comunicaciones 601.
En diciembre de 1986 se estableció en el cuartel de City Bell, la Jefatura de la Agrupación de Comunicaciones 601, seguida del Batallón de Comunicaciones 601, el Batallón de Operaciones Electrónicas 601 y la División de Reclutamiento y Movilización «La Plata».
En 2019, la Agrupación de Comunicaciones 601 pasó a depender del Comando de Adiestramiento y Alistamiento del Ejército.

### En operaciones
La Agrupación de Comunicaciones 601 integró el Agrupamiento A que se desplazó a la provincia de Tucumán por orden del Comando General del Ejército para reforzar la V Brigada de Infantería que llevaba adelante el Operativo Independencia. El Agrupamiento A se turnaba con los Agrupamientos B y C, creados para el mismo fin.

## Organización
- Jefatura de la Agrupación de Comunicaciones 601 (Jef Agr Com 601). Guar Ej City Bell (BA).[9][10]
  - Batallón de Comunicaciones 601 «Sargento Mayor Manuel de Escalada» (B Com 601). Guar Ej City Bell (BA).
  - Batallón de Operaciones Electrónicas 601 (B Op Elec 601). Guar Ej City Bell (BA).
  - Batallón de Mantenimiento de Comunicaciones 601 (B Mant Com 601). Guar Ej City Bell (BA).